# Khawal

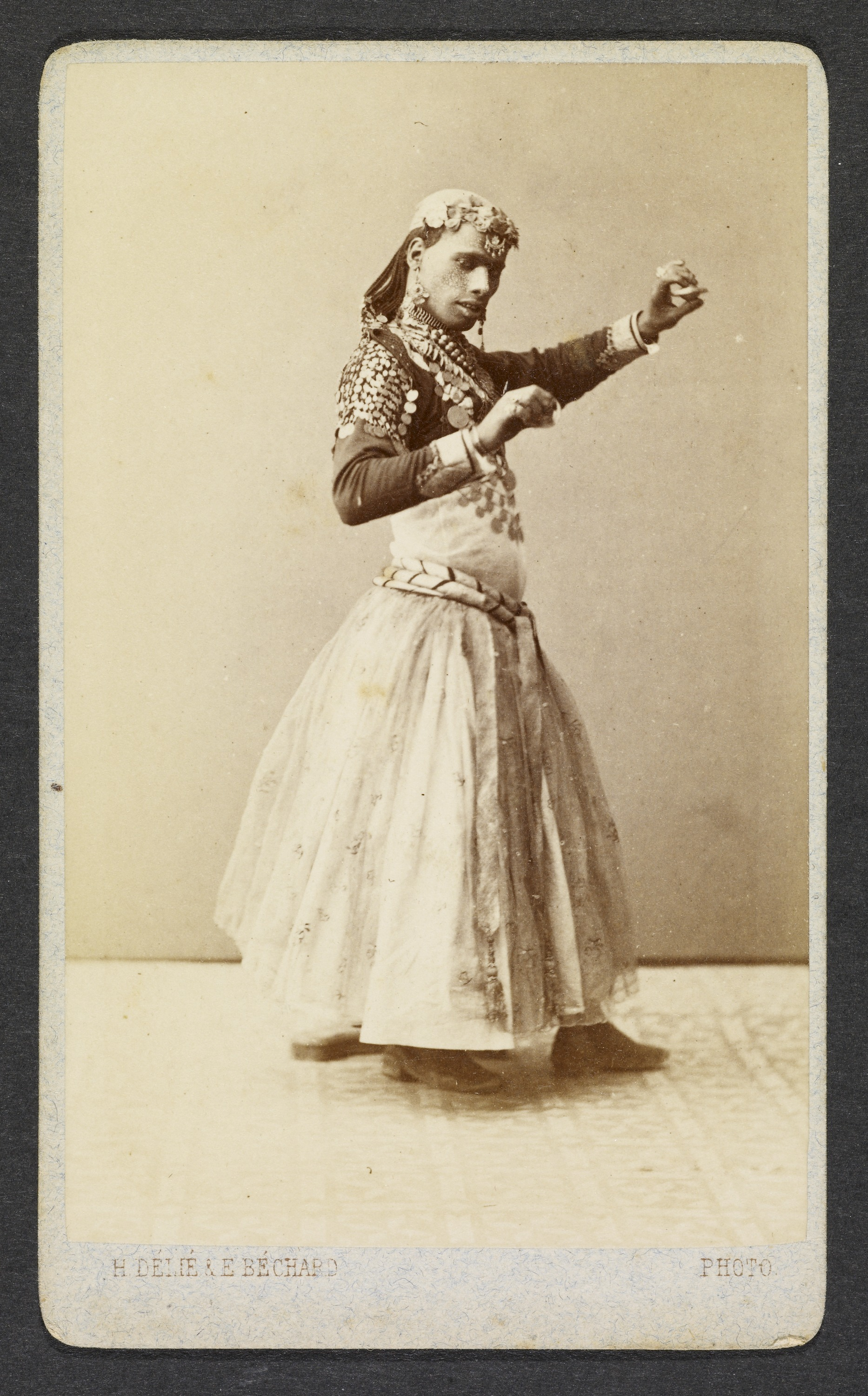
Porträtt av en khawaldansare.

En khawal (plural khalwat) var en manlig dansare i Egypten, klädd i traditionella kvinnokläder, vanlig fram till början av artonhundratalet.
Khawal var slavpojkar som uppträdde utklädda till de kvinnliga ghawazi-dansöserna, eftersom ghawazi uppfattades som alltför utmanande mot den muslimska åsikten om att kvinnor måste täcka över sig offentligt. Khawals uppträdde privat under festligheter som bröllop och omskärelser, och även offentligt inför utländska ambassadörer.  
I det moderna Egypten är khawal ett nedsättande ord för feminina män och homosexuella.